# Vasili Sharangóvich
Vasili Fomich Sharangóvich (en ruso: Василий Фомич Шарангович, en bielorruso: Васіль Фаміч Шаранговіч) nació en el pueblo de Kochani, en la Gubernia de Vilna el 4 de marzo de 1897, y fue ejecutado en Moscú el 15 de marzo de 1938. Fue un político soviético bielorruso, acusado en el Juicio de los Veintiuno dentro de la Gran Purga de Stalin.

## Biografía
Hijo de campesinos, se hizo trabajador metalúrgico en 1910 y luego ayudante de maquinista ferroviario. En diciembre de 1917 se afilia al Partido Obrero Socialdemócrata de Rusia en su fracción bolchevique, y entra en el Ejército Rojo de 1918. 
En 1919 el Comité Central lo envía para organizar la clandestinidad en la Gubernia de Minsk, siendo detenido en 1920 por el contraespionaje polaco y sentenciado a muerte, pena conmutada por 10 años de reclusión, en la que permaneció 18 mees hasta ser intercambiado por prisioneros polacos. 

### RSS de Bielorrusia
Entre 1921 y 1923 desempeño la función de subComisario del Pueblo de Justicia en la RSS de Bielorrusia.
Entre 1923y 1926 desempeña la función de Secretario Ejecutivo del Soviet del Profsoyuz (sindicatos) de Bielorrusia.

### Siberia
Es destinado a siberia en 1926, donde permanece hasta 1930 desempeñando la función de Primer Secretario del Comité Municipal de Irkutsk del Partido Comunista.

### Regreso a Bielorrusia
Vuelve en octubre de 1930 a Bielorrusia, siendo Segundo Secretario del Comité Central del Partido Comunista (bolchevique) de Bielorrusia hasta 1934.

### KazajistányJárkov
Entre 1934 y 1937 desempeñó su labor como miembro de la Comisión de Control del Partido (КПК) – KPK) del Comité Central del Partido en Kazajistán y en Járkov (Ucrania)

### Nuevo retorno a Bielorrusia
Vuelve a Bielorrusia en 1937, desde marzo de ese año desempeñando el cargo de Primer Secretario del Comité Central del Partido Comunista (b) de Bielorrusia. Dirigió las campañas de represión masiva llevada a cabo en esa república. En junio de 1937 afirma en el XVI Congreso del Partido Comunista Bielorruso:

Debemos de destruir hasta el final a los resquisios de espías y saboteadores japoneses, alemanes y polacos, los restos de la banda de trotskistas-bujarinistas y a los nacionalistas, para aplastar y borrarlos del poder, donde se encuentren y en cualquier sitio que se escondan.

## Detención y juicio
Es detenido el 17 de julio de 1937, siendo juzgado en el Colegio Militar de la Corte Suprema de la URSS entre el 2 y  13 de marzo de 1938 junto a eminentes figuras bolcheviques como Alekséi Rýkov, Nikolái Bujarin, Nikolái Krestinski y Christian Rakovski, así como también el ejecutor de las anteriores purgas Génrij Yagoda, y otros acusados en el proceso que fue conocido como Juicio de los Veintiuno o Tercer Juicio de Moscú, aunque oficialmente denominado “Proceso del Bloque Trotskista-Derechista" (делу право-троцкистского блока).
Estos eran antiguos líderes soviéticos que eran, o se presumían que eran, enemigos de Stalin, a los que se acusó de oponerse a las políticas de rápida industrialización, colectivización forzada y planeamiento centralizado, así como cargos de espionaje internacional, intento de derribar a la Unión Soviética, y planear la eliminación de los líderes soviéticos.

### Acusaciones
El fiscal, Andréi Vyshinski lo acusó de haber sido reclutado por el espionaje polaco en 1921. Según declara Rýkov, Goloded, Cherviakov y Sharangóvich dirigían una organización nacional-fascista en Bielorrusia, y esta era parte del "bloque", y que coordinaban sus acciones de acuerdo con la inteligencia polaca, así como conseguir la separación de Bielorrusia de la Unión Soviética. El propio Sharangóvich se autoinculpa de pertenecer a una organización nacional-fascista en Bielorrusia con funciones de "quinta columna" a las órdenes del estado mayor polaco, en caso de un eventual conflicto bélico con la URSS.
Krestinski, Rakovsky, Ivanov, Grinko, Yagoda, Sharangóvich entre otros, según el fiscal Vyshinski, proporcionaron regularmente a los estados mayores de pontencias extranjeras información secreta del país.

En sus últimas palabras, Sharangóvich afirmó:

He caído en la peor pesadilla por mis acciones traicioneras, viles crímenes contra el pueblo soviético, contra el país soviético. Por ello, debo ser incodicionalmente aplastado con todo el poder del régimen soviético.

## Ejecución y rehabilitación
Fue condenado a muerte y ejecutado el  15 de marzo de 1938.
Fue rehabilitado en 1957, y póstumamente readmitido en el partido el año siguiente, en 1958.